# NGC 117
NGC 117 ist eine Linsenförmige Galaxie vom Hubble-Typ S0/a im Sternbild Walfisch südlich der Ekliptik. Sie ist schätzungsweise 244 Millionen Lichtjahre von der Milchstraße entfernt und hat einen Durchmesser von etwa 50.000 Lichtjahren.
Das Objekt wurde am 13. September 1863 von dem deutschen Astronomen Albert Marth entdeckt.